# Emily L.
Emily L. est un roman de Marguerite Duras publié en 1987 aux Éditions de Minuit.
Une nouvelle édition du livre est disponible dans la collection de poche « Double » depuis le 10 janvier 2008.

## Résumé
La narratrice (est-ce Duras elle-même ?) est avec son ami à Quillebeuf, un petit port sur la Seine, face aux raffineries du Havre. Au Café de la Marine, elle observe un couple d’Anglais : l'homme, que la narratrice appelle le Captain, parle, mais peu, à la patronne tandis que la femme qui l'accompagne est totalement effacée. Peu à peu, elle apprend l’histoire de ce couple, sa famille à elle refusant le mariage, la longue attente, une fausse couche puis un mariage et un amour bloqué dans une fuite interminable. La femme du Captain, quand elle avait 24 ans, écrivit des poèmes (ces derniers furent publiés par son père sans qu’elle le sache) qui firent souffrir son époux (il ne pouvait les comprendre). Elle dut arrêter d’écrire, ce fut pour elle comme une mort. Un jeune gardien s'éprit d’elle, elle l’embrassa, et il resta amoureux de nombreuses années, même après de nombreux voyages. La narratrice parle à son compagnon, de ses peurs (les Coréens du port et ses souvenirs d’enfance), de leur couple, et de leur incapacité d’écrire, qui semble pour lui définitive. Leur amour semble asymétrique, la narratrice a l’impression d’être la seule à aimer. Elle s’était promis, et lui avait dit, qu’elle écrirait cette histoire, mais s’en sentait incapable sur le moment.

## Genèse
Le lieu est souvent la genèse de l’œuvre de Marguerite Duras. Mais l’origine d’Emily L. est une scène « en 1985 pendant l’été », entre Trouville-sur-Mer et une station du Calvados. Duras explique dans l’entretien avec Jérôme Beaujour à l’automne de 1986 : «quand j’ai vu cette vieille Américaine, ivre, droguée et le couple qu’elle formait avec- je ne sais pas comment l’appeler- le capitaine de son bateau, je ne savais pas de quoi il s’agissait [...] je ne peux pas en dire beaucoup plus car je vais l’écrire cette histoire, quand j’ai vu ces gens-là, je me suis dit, il faut écrire ça».   Cette scène fait naître l’histoire principale du livre, celle du couple anglais. L’autre histoire du couple dans le café est issue de la vie réelle de Marguerite Duras et Yann Andréa.
C’est un livre qui reste «mystérieux», «très éclairé» et «obscur»  selon Duras. Elle n’a jamais aimé un livre comme elle aime Emily L. depuis Le Vice-Consul et Le ravissement de Lol V. Stein. Elle explique la naissance du livre dans l’entretien avec Colette Fellous en décembre 1987: «pendant des mois ce livre a été sans elle, sans Emily L. Il était déjà composé lorsque j’ai décidé qu’Emily L. rentrerait dans ce livre. Je ne savais rien d’elle, je savais simplement que c’était cette femme qui était dans le bar donc. À Quillebeuf, dans ce premier livre, et je ne savais pas qu’elle allait envahir tout le livre, un jour. Ça s’est fait très tard. Le livre était déjà composé quand j’ai annoncé à Irène Lindon qu’il fallait l’ouvrir pour faire rentrer cette nouvelle histoire d’Emily, qui était la femme du Captain.» 

## Le titre Emily L.
Plusieurs titres étaient donnés au livre avant le titre définitif Emily L. Marguerite Duras donne le titre Les Coréens au début. La première phrase du texte est « Ça avait commencé par la peur ». Duras raconte à Jérôme Beaujour en septembre 1986 : « La peur des Coréens qui est mon prochain texte, c’est une peur que j’ai eue [...]. J’avais peur des Coréens parce qu’il y en avait une quinzaine qui circulaient et je voyais que c’était des lanceurs de bombes. J’ai peur partout comme ça ». Ce titre est celui qui est maintenu le plus longtemps. Puis Duras change le titre en Quillebeuf, La Seine, puis Le Bateau. Finalement elle trouve Emily L. pour nommer le livre, qui est aussi le nom du personnage principal ayant des similitudes avec l’auteur, qui rappelle la poétesse américaine Emily Dickinson et le personnage important des œuvres durassiennes, Lol V. Stein. 
Le poème d'Emily L. dans le livre est aussi une référence au poème d'Emily Dickinson. Duras l'a confirmé dans un entretien avec Colette Fellous en décembre 1987 : « Emily L. n'est pas Emily Dickinson, mais elle aurait pu écrire ce poème d'Emily Dickinson. C'est un poème qui m'a beaucoup frappée lorsque je l'ai découvert il y a quelques années. Peut-être Emily L. est la jeune femme que je cherchais sans le savoir, celle qui aurait été susceptible d'écrire ce poème transcendantal, dans l'innocence la plus grande [...] ».
Le nom « L. » est enfin un rappel de Lol V. Stein : « Sans doute, confirme Duras dans ce même entretien. Le « L » est commun aux deux femmes. Avec le lieu aussi, qui est un lieu anglais. Les grèves, la blancheur du Nord, la présence de la mer. Elles ont aussi quelque chose de commun. Lol V. Stein est plus fragile qu'Emily L. Emily a quelque chose d'une fille de la campagne. Une peau marquée par le vent de la mer. Et puis elle n'est pas dans la même folie. » Un même élément, le fameux bal, se trouve dans les deux livres Le Ravissement de Lol V. Stein et Emily L. : un bal ouvre le premier roman, tandis qu'il clôt le second.

## Style
Depuis l'Été 80  Duras cherche une « écriture courante » — c'est ainsi qu'elle nomme le style de L’Amant. Dans Emily L., cette écriture est approfondie : la vocalité est prompte, les phrases souvent fragmentées et courtes. L'emploi du groupe averbal est marquant. Patrick Grainville conclut : « l'écriture est emberlificotée de démonstratifs rétifs et de relatifs boiteux, qui tentent de saisir ce qui se dérobe et ne parviennent qu'à articuler des vides et des creux. Duras peut tomber dans la cacophonie, l’écholalie : cet excès me réjouit. »  